# Даниленко Іван Якович
Іва́н Я́кович Даниленко (24 лютого 1929, село Турлаки, Румунія, тепер село Випасне Білгород-Дністровського району Одеської області — 3 червня 2005, село Семенівка Білгород-Дністровського району Одеської області) — український радянський діяч, бригадир тракторної бригади колгоспу «Знамя Леніна» Білгород-Дністровського району Одеської області. Герой Соціалістичної Праці (23.06.1966). Депутат Верховної Ради УРСР 8—10-го скликань.

## Біографія
Народився в родині селянина-бідняка. З 1945 року — тракторист Старокозацької машинно-тракторної станції Старокозацького району Ізмаїльської області. З 1948 року — помічник бригадира, бригадир тракторної бригади Старокозацької машинно-тракторної станції (МТС) Ізмаїльської області. Без відриву від виробництва закінчив середню школу.
Член КПРС з 1953 року.
У 1958—1960 роках — бригадир тракторної бригади колгоспу імені Леніна Старокозацького району Одеської області.
У 1960—1989 роках — бригадир тракторної бригади колгоспу «Знамя Леніна» села Семенівки Білгород-Дністровського району Одеської області.
У 1974 році заочно закінчив Білгород-Дністровський технікум сільського господарства.
З 1989 року — викладач спеціальних дисциплін Білгород-Дністровського професійно-технічного училища № 57 Одеської області.
Потім — на пенсії в селі Семенівці Білгород-Дністровського району Одеської області.

## Нагороди
- Герой Соціалістичної Праці (23.06.1966)
- орден Леніна (23.06.1966)
- орден Трудового Червоного Прапора (8.04.1971)
- орден Жовтневої Революції
- ордени
- медалі